# 몽골의 지리

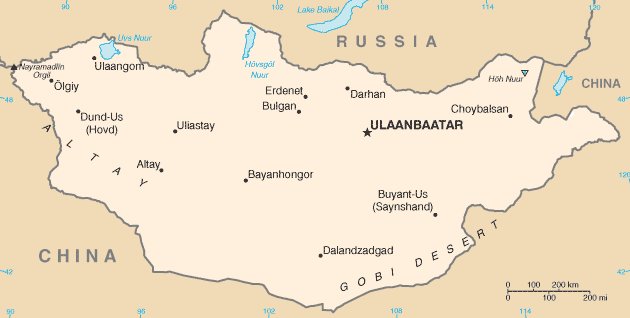
지도

몽골은 중앙아시아와 동아시아의 내륙국으로, 중국과 러시아 사이에 위치해 있다.
동부에서 중앙부에 걸치는 기복이 많은 평야로 방목에 적합하다. 이 지역에는 하천이나 큰 호수가 적으며 겨우 동부국경 부근을 흘러 보이루호(湖)로 쏟아지는 하를하강과, 초원을 서에서 동으로 관류하는 케룰렌강이 있을 뿐이다. 러시아와 접경하는 북부 일대에는 헨티 산맥, 한가이 산맥, 사얀 산맥 사이를 셀렝가강, 오르혼강 및 그 지류들이 흐르고 있고, 삼림과 산악이 많다. 서부에서 북서부에 걸쳐 많은 산맥이 기복하는데, 특히 신장·위구르자치구와의 접경지대에 있는 몽골 알타이산맥에는 해발 4,653m의 피텐산을 비롯한 4,000m 이상의 만년설이 덮여 있는 고봉이 많다.몽골의 기후는 극히 대륙적으로, 동계에는 기온이 －40ºC까지 내려가고 하계에는 낮기온이 30ºC에 이르며 주야의 기온차도 심하다.

## 같이 보기
- 몽골고원